# Dasyatis longa
Espèce
Dasyatis longa (parfois Daysytis longus) est une espèce de raie.